# Район Сея
35°27′59″ пн. ш. 139°29′57″ сх. д. / 35.46639° пн. ш. 139.49917° сх. д.
Райо́н Се́я (яп. 瀬谷区, せやく, МФА: [seja ku̥], «Сейський район») — район міста Йокогама префектури Канаґава в Японії. Станом на 1 квітня 2009 площа району становила 17,16 км². Станом на 1 липня 2011 населення району становило 126 592 осіб.